# Magliano Alfieri
Magliano Alfieri är en ort och kommun i provinsen Cuneo i regionen Piemonte i Italien. Kommunen hade 2 196 invånare (2018).